# Moldávia na Universíada de Verão de 2021
A Moldávia participou da Universíada de Verão de 2021, que aconteceu em Chengdu, na China, entre 28 de julho e 8 de agosto de 2023.
Foram 19 atletas — 14 masculinos e cinco femininos — em oito modalidades olímpicas.

## Competidores
Estas foram as modalidades e atletas que disputaram a edição:
| Esporte       | Masculino | Feminino | Total |
| ------------- | --------- | -------- | ----- |
| Atletismo     | 2         | 1        | 3     |
| Esgrima       | 0         | 1        | 1     |
| Judo          | 5         | 0        | 5     |
| Natação       | 1         | 1        | 2     |
| Remo          | 2         | 0        | 2     |
| Taekwondo     | 2         | 0        | 2     |
| Tênis de mesa | 1         | 1        | 2     |
| Tiro com arco | 1         | 1        | 2     |
| Total         | 14        | 5        | 19    |

## Medalhas

### Medalhistas
Estes foram os medalhistas desta edição:
| Medalha | Esporte | Atleta                          | Prova                |
| ------- | ------- | ------------------------------- | -------------------- |
| Prata   | Judo    | Radu Izvoreanu                  | Masculino – até 66kg |
| Bronze  | Remo    | Alexandr Bulat Alexandru Mașnic | Masculino – Dois sem |

### Por modalidade
Estas foram as medalhas por modalidade nesta edição:
| Esporte | Medalha de ouro | Medalha de prata | Medalha de bronze | Total de medalhas |
| ------- | --------------- | ---------------- | ----------------- | ----------------- |
| Judo    | 0               | 1                | 0                 | 1                 |
| Remo    | 0               | 0                | 1                 | 1                 |
| Total   | 0               | 1                | 1                 | 2                 |